# واسکو کرتی
واسکو کرتی (انگلیسی: Vasco Creti; ۷ دسامبر ۱۸۷۴ – ۱۶ اکتبر ۱۹۴۵) هنرپیشه اهل ایتالیا بود.
از فیلم‌هایی که وی در آن نقش داشته‌است، می‌توان به ۱۸۶۰، دبران، بیوه، صدای بی رخ، میهمان یک‌شبه، آخرین روزهای پمپئی، کاستا دیوا و عروسی خون اشاره کرد.